# Anisopodus batesi
Anisopodus batesi là một loài bọ cánh cứng trong họ Cerambycidae.